# Tătăruși
Tătăruși is een Roemeense gemeente in het district Iași.
Tătăruși telt 5645 inwoners.